# Cow and Chicken
Cow and Chicken (no Brasil: A Vaca e o Frango e em Portugal: Cow e Chicken) é uma série de desenho animado produzida pela Hanna-Barbera e Cartoon Network, criada por David Feiss em 15 de dezembro de 1995 com o lançamento de um episódio piloto. O desenho foi um dos primeiros Cartoon Cartoons a serem produzidos. Cow and Chicken teve um total de 52 episódios divididos em quatro temporadas que foram produzidos entre 15 de julho de 1997 e 24 de julho de 1999. 
No Brasil, o desenho estreou em 7 de outubro de 1997, pelo Cartoon Network, na mesma semana em que o canal exibiu as estreias de Johnny Bravo (6 de outubro) e a 2ª temporada de O Laboratório de Dexter (8 de outubro), sendo originalmente exibido nas noites de terça-feira, na faixa das 21h00. Depois, no dia 1º de março de 1999, acompanhado dos outros 2 desenhos, estreou na TV aberta dentro do Eliana e Alegria da Record, sendo também exibido na emissora pelos programas Domingo Criança, Desenho Mania e Record Kids. Também já foi exibido no Sábado Animado do SBT, entre os anos de 2004 e 2007, e pelo Tooncast, entre 2008 e 2021. Atualmente, a série está em exibição no catálogo da plataforma de streaming HBO Max. Em Portugal, foi exibido pela TVI, dentro do programa Batatoon. 
No final de outubro de 2005, o Cartoon Network cortou o desenho do ar, o que provocou uma manifestação dos fãs em frente a sede do Cartoon Network em São Paulo. O desenho acabou voltando em fevereiro de 2007 na emissora apenas no Brasil, até porque no início do ano, o canal afiliado Boomerang não trouxe mais desenhos clássicos pela baixa audiência no país, o que explicaria a situação do Cartoon Network tirar o desenho do ar, pois em outros países, Cow and Chicken foi exibido somente no Boomerang. No ano de 2007, o programa foi ao ar durante todos os sábados e domingos ás 23:30.
A série estreou em 15 de julho de 1997 no Cartoon Network dos Estados Unidos. Ainda é reprisado no Cartoon Network durante as madrugadas como um tapa buraco da grade de programação.

## Episódios censurados
A série teve dois episódios censurados nos Estados Unidos. No primeiro,o piloto "No Smoking", Frango vai ao inferno porque quer fumar cigarros e encontra Bum de Fora, que é o demônio, e é torturado por ele. Esse episódio foi transmitido em alguns países.
O outro é "Buffalo Gals", censurado por causa de estereótipos de lésbicos e piadas de duplo sentido. O episódio foi transmitido em alguns países.

## Personagens
- Vaca: É uma vaca de 7 anos e 200 quilos. É irmã de Frango e uma das personagens principais. Ela é muito infantil, feminina, corajosa, imatura e estúpida e vive brincando como qualquer garota. Ela tem uma identidade secreta chamada: Supervaca.
- Frango: É um frango de 11 anos. É fraco e gosta de usar palavras difíceis. Ele é muito radical, grosseiro, teimoso, nervoso, temperamental, honesto, sério, corajoso e emburrado, pois sempre é incomodado pela sua irmã Vaca, na qual quase sempre quer se distanciar dela ou não ouvir nenhuma palavra dela. Ele sempre brinca com Flem e Earl.
- Bum Defora (The Red Guy, no original): É o arqui-inimigo da Vaca e Frango. Ele tem várias identidades (cujos nomes sempre são trocadilhos com o fato do mesmo estar sempre pelado ou com o traseiro de fora), às vezes é o diretor da escola dos dois. Ele só tem um objetivo: levar os dois para o inferno, assim que lembrar como voltar para lá.
- Flem: É o melhor amigo de Frango. Gordinho, baixo e usa óculos. Sua característica marcante é a boca enorme, com lábios muito vermelhos. Ele é tímido, covarde e menos corajoso, revelando que Flem é um dos personagens mais medrosos da série. No episódio do banheiro feminino, o Frango faz piada com a boca de Flem ao falar com este no rádio, chamando-o de "Little Lips"- "boquinha" em tradução livre. Flem mostra ser apaixonado pela Vaca.
- Earl: É um amigo do Frango. Usa um boné vermelho e aparelho dental. Ele tem uma mente vazia e não entende quase nada, revelando que Earl é um dos personagens mais burros nesta série. Earl também é apaixonado pela Vaca.
- Mãe: É a mãe da Vaca e do Frango. Somente suas pernas aparecem no desenho.
- Pai: É o pai da Vaca e do Frango. Somente suas pernas aparecem no desenho.

(Nota: No episódio 'No Smoking' é possível ver que os pais da Vaca e o Frango não possuem a parte de cima do corpo.)
- Frango Desossado - Primo da Vaca e do Frango, é um frango sem os ossos e aparece sempre estirado no chão. As pessoas sempre riem de suas falas, pois acham que elas são piadas.
- Professora: É a professora dos dois, e apenas a chamam de "Professora". Ela tem um marido chamado Harvey.
- Harvey: É o marido da Professora. Ele aparece em poucos episódios, sendo muito deles ao lado da Professora.

## Prémio
No Brasil, Miriam Ficher foi indicada ao Prêmio Yamato 2004 por dublar a "Vaca", na Cinevídeo